# 莱兹城
莱兹城（法語：Laize-la-Ville，法語發音：[lɛz la vil] ⓘ），或纯音译作莱兹拉维尔，是法国卡尔瓦多斯省的一个市镇，属于卡昂区。2017年，莱兹城与市镇奥恩河畔克兰尚合并为新市镇莱兹-克兰尚。

## 地理
莱兹城（49°4'56"N, 0°22'52"W）面积1.76 平方千米，位于法国诺曼底大区卡爾瓦多斯省，该省份为法国西北部沿海省份，北濒大西洋英吉利海峡，东北与滨海塞纳省以海上边界相接，东临厄尔省，南至奧恩省，西与芒什省接壤。
与莱兹城接壤的市镇（或旧市镇、城区）包括：布隆、奥恩河畔克兰尚、丰特奈勒马尔米永、弗雷内勒皮瑟、奥恩河畔迈。

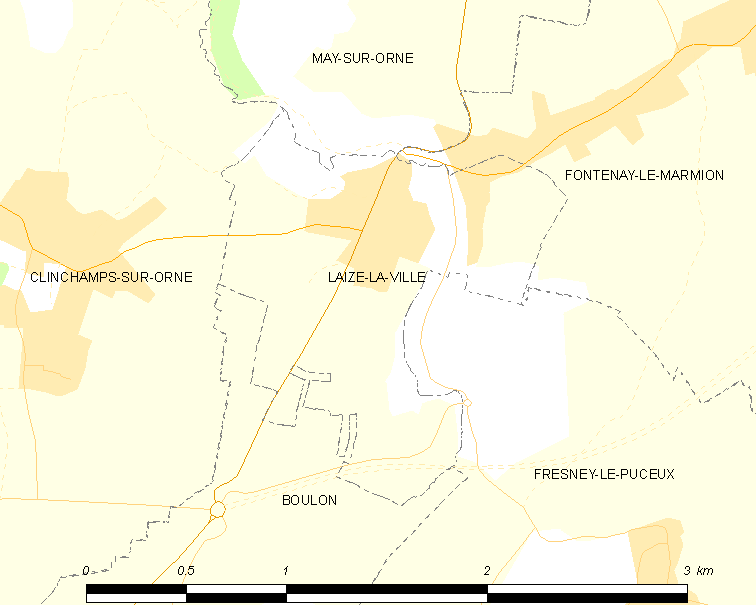
莱兹城的OSM定位图

莱兹城的时区为UTC+01:00、UTC+02:00（夏令时）。

## 行政
莱兹城的邮政编码为14320，INSEE市镇编码为14349。

## 政治
莱兹城所属的省级选区为埃夫勒西县。

## 人口

1962-2008年间莱兹城人口变化图示

莱兹城于2018年1月1日时的人口数量为825人。